# Ceratobregma helenae
Ceratobregma helenae és una espècie de peix de la família dels tripterígids i de l'ordre dels perciformes.

## Morfologia
- Els mascles poden assolir 3,2 cm de longitud total.[4][5]

## Hàbitat
És un peix marí, de clima tropical i associat als esculls de corall que viu entre 0-40 m de fondària.

## Distribució geogràfica
Es troba a la Samoa Nord-americana, Austràlia, l'Illa Christmas, Fiji, Guam, Indonèsia, Malàisia, Micronèsia, Nova Caledònia, Papua Nova Guinea, Filipines, les Illes Ryukyu, Samoa, Salomó, Taiwan, Tailàndia, Tonga i Vanuatu.

## Observacions
És inofensiu per als humans.